# Memuro
Memuro (芽室町, Memuro-chō) est un bourg du district de Kasai, situé dans la sous-préfecture de Tokachi, sur l'île de Hokkaidō, au Japon.

## Géographie

### Démographie
Au 30 septembre 2015, la population de Memuro s'élevait à 19 027 habitants répartis sur une superficie de 513,76 km2.

## Jumelage
- Tracy (Californie) (États-Unis)